# Șura, Nemîriv
Șura (în ucraineană Шура) este un sat în comuna Skrîțke din raionul Nemîriv, regiunea Vinnița, Ucraina.

## Demografie
Componența lingvistică a localității Șura
     Ucraineană (98,18%)
     Rusă (1,82%)
Conform recensământului din 2001, majoritatea populației localității Șura era vorbitoare de ucraineană (98,18%), existând în minoritate și vorbitori de rusă (1,82%).